# Кучатани
Кучатани (груз. კუჭატანი) — село в Грузии. Находится в восточной Грузии, в Кварельском муниципалитете края Кахетия. Расположено в Алазанской долине, на левом берегу реки Алазани, на высоте 320 м над уровнем моря, в 10 километрах от города Кварели. По результатам переписи 2014 года в селе Кучатани проживало 467 человек. В Кучатани есть памятник архитектуры XVII века — церковь имени святого Георгия, которую 2014 году отреставрировали. В селе есть также церковь имени Иверской Богородицы, построенной VI—VII вв.

## Примечание
1. ↑  Административно-территориальные единицы Грузии Архивировано 19 сентября 2013 года.  (груз.)
2. ↑  მოსახლეობის საყოველთაო აღწერა 2014. საქართველოს სტატისტიკის ეროვნული სამსახური (ნოემბერი 2014). Дата обращения: 7 ნოემბერი, 2016. Архивировано 1 июля 2018 года.
3. ↑  Грузинская советская энциклопедия :  [груз.] : 12 ტ. / Гл. ред. И. В. Абашидзе. — Тбилиси : Гл. науч. ред. ГСЭ, 1983. — Т. 6. — С. 91.